# موتیلین
موتیلین (Motilin)، هورمونی است ۲۲ اسید آمینه ای که از سلولهای روده باریک ترشح می‌شود. این هورمون محرک انقباض ماهیچه‌های صاف مجرای فوقانی معدی-روده ای می‌باشد  و حرکت فوندوس و آنتروم معده و دوازدهه را افزایش می‌دهد. 

## اثرات گوارشی
این هورمون از سلول‌های M پرزهای روده باریک به ویژه ایلئوم و ژژنوم ترشح می‌شود. مهم‌ترین نقش این هورمون افزایش حرکات عضلانی معده و روده و افزایش ترشح آنزیم پپسین است. این هورمون با سوماتواستاتین مهار می‌شود.